# Setaria plicata
Setaria plicata là một loài thực vật có hoa trong họ Hòa thảo. Loài này được (Lam.) T.Cooke miêu tả khoa học đầu tiên năm 1908.